# Yuichiro Hata
Yuichiro Hata (羽 田 雄 一郎, Hata Yūichirō, Setagaya, 29 de julio de 1967-Tokio, 27 de diciembre de 2020) fue un político japonés del Partido Democrático de Japón, miembro de la Cámara de Consejeros de la Dieta (legislatura nacional). Se graduó por  la Universidad de Tamagawa, fue elegido miembro de la Cámara de Consejeros por primera vez en 1999. Era hijo del difunto Primer Ministro Tsutomu Hata. Fue nombrado Ministro de Tierras, Infraestructuras, Transporte y Turismo el 4 de junio de 2012.

## Carrera
Sirvió como miembro de la Cámara de Consejeros en la Dieta comenzando con su elección en 1999. Estuvo afiliado al Partido Democrático de Japón y más tarde al Partido Democrático Constitucional de Japón. Fue nombrado Ministro de Tierras, Infraestructura, Transporte y Turismo el 4 de junio de 2012 por el Primer Ministro Yoshihiko Noda. Tras la pérdida del Partido Democrático de Japón ante el Partido Liberal Democrático en las elecciones generales japonesas de 2012, Noda y su gabinete, incluido Hata, fueron reemplazados por Shinzo Abe y su gabinete el 26 de diciembre del mismo año. En total, se desempeñó como legislador durante cinco mandatos y fue secretario general del grupo de la Cámara Alta del CDP en el momento de su muerte en diciembre de 2020.

### Visitas al santuario de Yasukuni
El 15 de agosto de 2012, Hata, junto con el comisionado de Seguridad Nacional Jin Matsubara, se convirtieron en los primeros ministros del gabinete del PDJ en visitar abiertamente el controvertido santuario de Yasukuni el 15 de agosto desde que el partido llegó al poder en 2009. Hicieron sus visitas para conmemorar el 67 aniversario del final de la Segunda Guerra Mundial a pesar de las solicitudes de Corea del Sur de abstenerse de hacerlo, ya pesar de que el primer ministro Yoshihiko Noda solicitó a su gabinete que no lo hiciera.

## Fallecimiento
Falleció el 27 de diciembre de 2020 a los cincuenta y tres años por COVID-19, siendo el primer legislador japonés en morir a causa de esta enfermedad.